# Keiko Suenobu
Keiko Suenobu (すえのぶけいこ?, Suenobu Keiko; Kitakyūshū, marzo 1979) è una fumettista giapponese nota per le sue opere shōjo di ambientazione scolastica dai temi molto forti.

## Biografia
L'autrice ha rivelato solo pochissimi dati della sua vita in sparute interviste; anche il suo nome potrebbe essere uno pseudonimo, poiché scritto in hiragana e non in kanji.
La Suenobu si distingue dai suoi colleghi grazie alle tematiche trattate nei suoi manga che, come ha dichiarato lei stessa, sono delle vere e proprie denunce alla società giapponese. L'autrice ha fatto delle ricerche personali per studiare i nuovi studenti nipponici, le loro regole e i loro comportamenti: quello che ha scoperto lo ha riportato poi nelle proprie opere, caratterizzate da storie di ijime a lieto fine per aiutare le vittime di bullismo testimoniando loro che se ne può uscire. Come dichiara lei stessa, però, quello che ha scoperto è inimmaginabilmente peggiore rispetto alle tavole che lei stessa ha disegnato.
Dopo alcune opere brevi, nel 2001 la Suenobu fa scandalo con Vitamin, una miniserie in tre capitoli, e successivamente raccolti in un volume autoconclusivo, in cui si narra di una studentessa delle medie che, dopo essere stata sorpresa ad avere un rapporto sessuale con il suo ragazzo dentro a un'aula della scuola che frequenta, viene martirizzata dai suoi compagni di classe e che solo alla fine si riscatta diventando una mangaka e disegnando la sua avventura in un fumetto; su quest'opera sono nate diverse ipotesi che vedrebbero in essa un racconto autobiografico. Un anno dopo l'autrice inizia Life, altro manga a sfondo scolastico serializzato sulla rivista Bessatsu Friend in cui riprende parte dei temi già trattati in Vitamin ma sviluppandoli in maniera ancora più approfondita e cruenta. I contenuti particolarmente forti danno al fumetto una forte eco mediatica, e nel maggio del 2006 fa vincere alla sua autrice il XXX Kodansha Manga Award nella categoria "shōjo manga". La Suenobu da ottobre 2009 è al lavoro sulla sua nuova opera, Limit, avendo terminato Life con la pubblicazione del ventesimo volume.